# Jacques Abady
Jacques Abady (02/10/1872 – 15/04/1964) là một luật sư người Anh.

## Cuộc sống
Sinh ngày 02 tháng 10 năm 1872, Abady được học tại trường Trung học Manchester (Manchester Grammar School) và Viện Birkbeck (Birkbeck Institute). Nghề đầu tiên của ông là kỹ sư, ông trở thành thành viên của Viện Kỹ thuật Cơ khí và phát minh ra một số dụng cụ khoa học.

## Sự nghiệp tư pháp
Sau đó, Abady đã quyết định theo đuổi sự nghiệp tư pháp và được gọi vào học nghề luật sư tại trường luật Middle Temple vào năm 1905. Ông trở thành một thành viên hội đồng luật sư của trường Middle Temple vào năm 1941. Ông trở thành thành viên của Hội đồng thành phố Westminster từ năm 1906 đến năm 1912, và sau đó là từ năm 1916 đến năm 1959, cũng có thời gian ông phụng sự với tư cách là Thị trưởng của Westminster từ năm 1927 đến năm 1928.

## Qua đời
Abady qua đời tại Sussex vào ngày 15 tháng 04 năm 1964, hưởng thọ 91 tuổi.

## Đời tư
Abady và vợ có một người con trai. Những lúc rảnh rỗi, Abady thích viết truyện và kịch. Ông là thành viên của Câu lạc bộ Hurlingham (Hurlingham Club) và Câu lạc bộ Hiến pháp (Constitutional Club).